# Liroje zemrën
Liroje zemrën (svenska: befria hjärtat) är en låt på albanska framförd av den svenska sångerskan Besa Krasniqi. Med låten kommer Krasniqi att delta i Festivali i Këngës 54, Albaniens uttagning till Eurovision Song Contest 2016.
Låten är skriven och komponerad av Krasniqi själv och den släpptes officiellt den 4 december 2015 på festivalens webbplats. Krasniqi kommer med låten att bli den första svenska deltagaren i Festivali i Këngës, som är Albaniens mest anrika musiktävling. Hon kommer att delta i den andra semifinalen av tävlingen, som hålls 26 december 2015.